# IEEE Medal of Honor
De IEEE Medal of Honor is de hoogste onderscheiding van het Institute of Electrical and Electronics Engineers (IEEE).
De prijs werd voor het eerst in 1917 uitgereikt aan Edwin Armstrong voor zijn fundamentele bijdragen aan de radiotechniek. De medaille 
wordt gegeven voor zeer uitzonderlijke bijdragen of een buitengewone loopbaan in IEEEs vakgebied. De prijs bestaat uit een gouden penning, 
een bronzen kopie, een getuigschrift en een honorarium. De Medal of Honor wordt aan een individu (geen groep) uitgereikt.
De medaille is gecreëerd in 1917 door het Amerikaanse Instituut van Radio Ingenieurs (IRE) als de IRE Medal of Honor. Bij het samensmelten van IRE en AIEE, het Amerikaanse Instituut van Elektrotechnisch Ingenieurs (AIEE), in 1963 waarbij het IEEE werd gevormd, werd bepaald dat de IRE Medal of Honor IEEEs hoogste medaille zou zijn en IEEE Medal of Honor zou worden genoemd.
De Shanghai-ranglijst Academic Ranking of World Universities vergelijkt 1.200 hogeronderwijsinstellingen wereldwijd op basis 
van een formule waarbij het aantal alumni of stafleden wordt meegerekend die een Nobelprijs (natuurkunde, scheikunde of medicijnen), IEEE Medal of Honor of Fields-medaille hebben ontvangen.
In Nederland ontvingen Balthasar van der Pol en Kees Schouhamer Immink deze hoge onderscheiding in 1935 en 2017.

## Laureaten
- 2024: Robert E. Kahn
- 2023: Vinton G. Cerf
- 2022: Asad M. Madni
- 2021: Yaakov Ziv
- 2020: Chenming Hu
- 2019: Kurt E. Petersen
- 2018: Bradford W. Parkinson
- 2017: Kees Schouhamer Immink
- 2016: G. David Forney, Jr.
- 2015: Mildred Dresselhaus
- 2014: B. Jayant Baliga
- 2013: Irwin M. Jacobs
- 2012: John L. Hennessy
- 2011: Morris Chang
- 2010: Andrew Viterbi
- 2009: Robert H. Dennard
- 2008: Gordon Moore
- 2007: Thomas Kailath
- 2006: James D. Meindl
- 2005: James L. Flanagan
- 2004: Tadahiro Sekimoto
- 2003: Nick Holonyak
- 2002: Herbert Kroemer
- 2001: Herwig Kogelnik
- 2000: Andrew Grove
- 1999: Charles Concordia
- 1998: Donald Pederson
- 1997: George H. Heilmeier
- 1996: Robert Metcalfe
- 1995: Lotfi A. Zadeh
- 1994: Alfred Y. Cho
- 1993: Karl Johan Åström
- 1992: Amos Joel
- 1991: Leo Esaki
- 1990: Robert G. Gallager
- 1989: Kumar Patel
- 1988: Calvin Quate
- 1987: Paul Lauterbur
- 1986: Jack Kilby
- 1985: John Roy Whinnery
- 1984: Norman Ramsey
- 1983: Nico Bloembergen
- 1982: John Tukey
- 1981: Sidney Darlington
- 1980: William Shockley
- 1979: Richard Bellman
- 1978: Robert Noyce
- 1977: H. Earle Vaughan
- 1976: Geen prijs
- 1975: John R. Pierce
- 1974: Rudolf Emil Kálmán
- 1973: Rudolf Kompfner
- 1972: Jay W. Forrester
- 1971: John Bardeen
- 1970: Dennis Gabor
- 1969: Edward Ginzton
- 1968: Gordon K. Teal
- 1967: Charles Townes
- 1966: Claude Shannon
- 1965: Geen prijs
- 1964: Harold A. Wheeler
- 1963: George C. Southworth
- 1962: Edward Victor Appleton
- 1961: Ernst A. Guillemin
- 1960: Harry Nyquist
- 1959: Emory Leon Chaffee
- 1958: Albert Hull
- 1957: Julius Adams Stratton
- 1956: John V. L. Hogan
- 1955: Harald T. Friis
- 1954: William L. Everitt
- 1953: John Milton Miller
- 1952: Walter R. G. Baker
- 1951: Vladimir Zworykin
- 1950: Frederick Terman
- 1949: Ralph Bown
- 1948: Lawrence C. F. Horle
- 1947: Geen prijs
- 1946: Ralph Hartley
- 1945: Harold H. Beverage
- 1944: Haraden Pratt
- 1943: William Wilson
- 1942: Albert H. Taylor
- 1941: Alfred N. Goldsmith
- 1940: Lloyd Espenschied
- 1939: Albert G. Lee
- 1938: John H. Dellinger
- 1937: Melville Eastham
- 1936: George Ashley Campbell
- 1935: Balthasar van der Pol
- 1934: Stanford C. Hooper
- 1933: John Ambrose Fleming
- 1932: Arthur Edwin Kennelly
- 1931: Gustave-Auguste Ferrié
- 1930: Peder Oluf Pedersen
- 1929: George W. Pierce
- 1928: Jonathan Zenneck
- 1927: Louis W. Austin
- 1926: Greenleaf Pickard
- 1925: Geen prijs
- 1924: Michael Pupin
- 1923: John Stone Stone
- 1922: Lee De Forest
- 1921: Reginald Fessenden
- 1920: Guglielmo Marconi
- 1919: Ernst Alexanderson
- 1918: Geen prijs
- 1917: Edwin Armstrong